# 4-Stunden-Rennen von Portimão 2023

Streckenlayout des Autódromo Internacional do Algarve

Das 4-Stunden-Rennen von Portimão 2023, auch 4 Hours of Portimão 2023, fand am 22. Oktober auf dem Autódromo Internacional do Algarve statt und war der sechste und letzte Wertungslauf der European Le Mans Series dieses Jahres.

## Das Rennen
Nur zwei Tage nach dem 4-Stunden-Rennen von Algarve fand auf dem Autódromo Internacional do Algarve ein weiterer Wertungslauf der European Le Mans Series 2023 statt. Es war das letzte Saisonrennen, das auf Grund der Absage der Veranstaltung in Imola in Portimão ausgetragen wurde. Philip Hanson, Oliver Jarvis und Marino Satō gewannen im Oreca 07 wie zwei Tage zuvor das Rennen vor den Meisterschaftsgesamtsiegern James Allen, Alex Lynn und Kyffin Simpson im Algarve-Pro-Racing-Oreca 07. 

## Ergebnisse

### Schlussklassement
| 1           | LMP2        | 22 | United Autosports USA     | Philip Hanson Oliver Jarvis Marino Satō              | Oreca 07                 | 97  |
| 2           | LMP2        | 25 | Algarve Pro Racing        | James Allen Alex Lynn Kyffin Simpson                 | Oreca 07                 | 97  |
| 3           | LMP2        | 65 | Panis Racing              | Tijmen van der Helm Manuel Maldonado Job van Uitert  | Oreca 07                 | 97  |
| 4           | LMP2 Pro/Am | 83 | AF Corse                  | François Perrodo Matthieu Vaxivière Ben Barnicoat    | Oreca 07                 | 97  |
| 5           | LMP2 Pro/Am | 37 | Cool Racing               | Alexandre Coigny Malthe Jakobsen Nicolas Lapierre    | Oreca 07                 | 97  |
| 6           | LMP2 Pro/Am | 24 | Nielsen Racing            | Mathias Beche Ben Hanley Rodrigo Sales               | Oreca 07                 | 97  |
| 7           | LMP2 Pro/Am | 34 | Racing Team Turkey        | Salih Yoluç Charlie Eastwood Louis Delétraz          | Oreca 07                 | 97  |
| 8           | LMP2        | 43 | Inter Europol Competition | Rui Andrade Olli Caldwell Jonathan Aberdein          | Oreca 07                 | 97  |
| 9           | LMP2 Pro/Am | 81 | DragonSpeed USA           | Henrik Hedman Juan Pablo Montoya Sebastián Montoya   | Oreca 07                 | 97  |
| 10          | LMP2        | 30 | Duqueine Team             | Nico Pino René Binder Neel Jani                      | Oreca 07                 | 97  |
| 11          | LMP2 Pro/Am | 3  | DKR Engineering           | Sebastián Álvarez Nathanaël Berthon Tom Van Rompuy   | Oreca 07                 | 97  |
| 12          | LMP2 Pro/Am | 99 | Proton Competition        | Bent Viscaal Jonas Ried Giorgio Roda                 | Oreca 07                 | 97  |
| 13          | LMP2 Pro/Am | 20 | Algarve Pro Racing        | Jack Hawksworth Fred Poordad Tristan Vautier         | Oreca 07                 | 96  |
| 14          | LMP2        | 28 | IDEC Sport                | Paul-Loup Chatin Laurents Hörr Paul Lafargue         | Oreca 07                 | 95  |
| 15          | LMP2        | 47 | Cool Racing               | Reshad de Gerus ––– Vladislav Lomko José María López | Oreca 07                 | 95  |
| 16          | LMP3        | 11 | EuroInternational         | Matthew Richard Bell Adam Ali                        | Ligier JS P320           | 94  |
| 17          | LMP3        | 17 | Cool Racing               | Alex García Adrien Chila Marcos Siebert              | Ligier JS P320           | 93  |
| 18          | LMP3        | 4  | DKR Engineering           | Alexander Bukhantsov James Winslow Pedro Perino      | Duqueine M30 - D08       | 93  |
| 19          | LMP3        | 13 | Inter Europol Competition | Kai Askey Miguel Cristóvão Wyatt Brichacek           | Ligier JS P320           | 93  |
| 20          | LMGTE       | 16 | Proton Competition        | Ryan Hardwick Alessio Picariello Zacharie Robichon   | Porsche 911 RSR-19       | 93  |
| 21          | LMP2 Pro/Am | 21 | United Autosports USA     | Daniel Schneider Andrew Meyrick Nelson Piquet junior | Oreca 07                 | 119 |
| 22          | LMGTE       | 77 | Proton Competition        | Christian Ried Giammarco Levorato Julien Andlauer    | Porsche 911 RSR-19       | 93  |
| 23          | LMP3        | 8  | Team Virage               | Nick Adcock Manuel Espírito Santo Michael Jensen     | Ligier JS P320           | 66  |
| 24          | LMGTE       | 55 | Spirit of Race            | Duncan Cameron David Perel Matt Griffin              | Ferrari 488 GTE Evo      | 93  |
| 25          | LMP3        | 15 | RLR M Sport               | Horst Felbermayr junior Gael Julien Mateusz Kaprzyk  | Ligier JS P320           | 93  |
| 26          | LMP3        | 31 | Racing Spirit of Léman    | Jacques Wolff Antoine Doquin Jean-Ludovic Foubert    | Ligier JS P320           | 93  |
| 27          | LMGTE       | 66 | JMW Motorsport            | Martin Berry Lorcan Hanafin Jon Lancaster            | Ferrari 488 GTE Evo      | 93  |
| 28          | LMGTE       | 44 | GMB Motorsport            | Jens Møller Gustav Dahlmann Birch Nicki Thiim        | Aston Martin Vantage AMR | 93  |
| 29          | LMGTE       | 95 | TF Sport                  | John Hartshorne Ben Tuck Jonny Adam                  | Aston Martin Vantage AMR | 92  |
| 30          | LMGTE       | 51 | AF Corse                  | Kriton Lentoudis Rui Águas Ulysse de Pauw            | Ferrari 488 GTE Evo      | 92  |
| 31          | LMGTE       | 60 | Iron Lynx                 | Claudio Schiavoni Matteo Cressoni Matteo Cairoli     | Porsche 911 RSR-19       | 92  |
| 32          | LMGTE       | 50 | Formula Racing            | Conrad Laursen Johnny Laursen Nicklas Nielsen        | Ferrari 488 GTE Evo      | 92  |
| 33          | LMGTE       | 72 | TF Sport                  | Arnold Robin Maxime Robin Valentin Hasse-Clot        | Aston Martin Vantage AMR | 91  |
| 34          | LMGTE       | 93 | Proton Competition        | Michael Fassbender Martin Rump Richard Lietz         | Porsche 911 RSR-19       | 91  |
| 35          | LMP3        | 90 | WTM by Rinaldi Racing     | Torsten Kratz Leonard Weiss Óscar Tunjo              | Duqueine M30 - D08       | 90  |
| 36          | LMGTE       | 57 | Kessel Racing             | Takeshi Kimura Scott Huffaker Daniel Serra           | Ferrari 488 GTE Evo      | 87  |
| 37          | LMP2 Pro/Am | 19 | Team Virage               | Alexander Mattschull Ian Rodríguez Tatiana Calderón  | Oreca 07                 | 82  |
| Ausgefallen |             |    |                           |                                                      |                          |     |
| 38          | LMP3        | 5  | RLR MSport                | James Dayson Valdemar Eriksen Jack Manchester        | Ligier JS P320           | 81  |
| 39          | LMP3        | 35 | Graff Racing              | Éric Trouillet Jean-Baptiste Lahaye Matthieu Lahaye  | Ligier JS P320           | 66  |
| 40          | LMP3        | 7  | Nielsen Racing            | Ryan Harper-Ellam Anthony Wells                      | Ligier JS P320           | 49  |

### Nur in der Meldeliste
Zu diesem Rennen sind keine weiteren Meldungen bekannt.

### Klassensieger
| Klasse      | Fahrer               | Fahrer             | Fahrer            | Fahrzeug           | Platzierung im Gesamtklassement |
| ----------- | -------------------- | ------------------ | ----------------- | ------------------ | ------------------------------- |
| LMP2        | Philip Hanson        | Oliver Jarvis      | Marino Satō       | Oreca 07           | Gesamtsieg                      |
| LMP2 Pro/Am | François Perrodo     | Matthieu Vaxivière | Ben Barnicoat     | Oreca 07           | Rang 4                          |
| LMP3        | Matthew Richard Bell | Adam Ali           |                   | Ligier JS P320     | Rang 16                         |
| LMGTE       | Ryan Hardwick        | Alessio Picariello | Zacharie Robichon | Porsche 911 RSR-19 | Rang 20                         |

### Renndaten
- Gemeldet: 40
- Gestartet: 40
- Gewertet: 37
- Rennklassen: 4
- Zuschauer: unbekannt
- Wetter am Renntag: warm und trocken
- Streckenlänge: 4,692 km
- Fahrzeit des Siegerteams: 4:01:25,355 Stunden
- Gesamtrunden des Siegerteams: 97
- Gesamtdistanz des Siegerteams: 455,124 km
- Siegerschnitt: 113,110 km/h
- Pole Position: Paul-Loup Chatin – Oreca 07 (#28) – 1:26,153
- Schnellste Rennrunde: Job van Uitert – Oreca 07 (#65) – 1:35,475 = 175,400 km/h
- Rennserie: 6. Lauf zur European Le Mans Series 2023